# Air Astana
Air Astana er det nationale flyselskab fra Kasakhstan. Selskabet er 51 % ejet af Kasakhstans regering via selskabet Samruk-Kazyna, mens britiske BAE Systems ejer resten af aktierne. Air Astana har hovedkontor og hovedhub på Almaty International Airport i Almaty. Desuden har selskabet baser på Astana International Airport ved Astana og Atyrau Airport ved Atyrau. Air Astana blev etableret i oktober 2001 og startede flyvningerne 15. maj 2002.

## Flyflåde og destinationer
Selskabet fløj i februar 2012 ruteflyvninger til 56 destinationer. Flyflåden bestod af 26 fly med en gennemsnitsalder på 13 år.